# Vlajka Moskvy

Vlajka Moskvy
Poměr stran: 2:3

Vlajka Moskvy, hlavního města a jednoho z federálních měst Ruské federace, je tvořena tmavočerveným listem o poměru stran 2:3, v jehož středu je umístěn znak Moskvy (bez štítu). Znak je tvořen vyobrazením od žerdi hledícího sv. Jiřího ve stříbrném pancíři a modrém plášti na stříbrném koni, dobíjejícím zlatým kopím černého draka (hada). Průměrná šířka figury by měla odpovídat 2/5 šířky vlajky.

## Historie
Město bylo založeno roku 1147 Jurijem Dolgorukým, jehož patronem byl sv. Jiří, který je od té doby, po výtvarném vývoji, stále znakem města a je vyobrazen i na jeho vlajce.
Vlajka Moskvy byla zavedena 29. srpna 1994 rozhodnutím primátora (starosty) Jurije Lužkova č. 481-RM. 1. února 1995 byla vlajka potvrzena Moskevskou městskou Dumou usnesením č. 12, zákon 4-12 „O znaku a vlajce města Moskvy“.

## Vlajky moskevských okruhů

Moskevské okruhy

Moskva je hlavním městem Moskevské oblasti (která užívá vlastní vlajku), avšak není součástí této oblasti.

Vlajka Moskevské oblasti Poměr stran: 2:3

Moskva se člení od 1. července 2012 na 12 okruhů (rusky округ). Kromě dvou nových okruhů (rozšíření Moskvy v roce 2011) Novomoskovského (11) a Troického (12) užívají všechny svou vlajku.

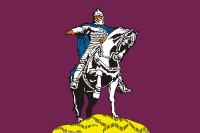
Centrální administrativní okruh (1) Poměr stran: 2:3
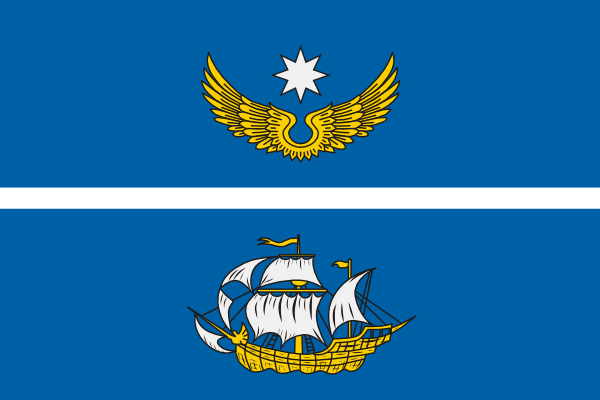
Severní administrativní okruh (2) Poměr stran: 2:3
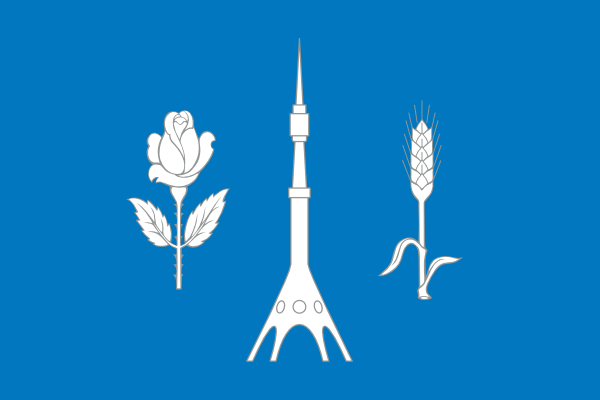
Severovýchodní administrativní okruh (3) Poměr stran: 2:3
Východní administrativní okruh (4) Poměr stran: 2:3
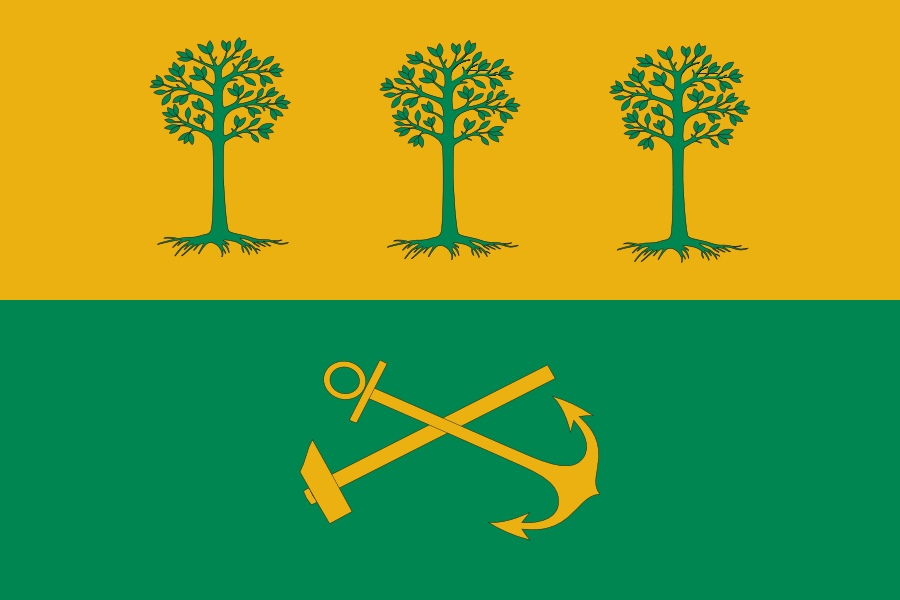
Jihovýchodní administrativní okruh (5) Poměr stran: 2:3
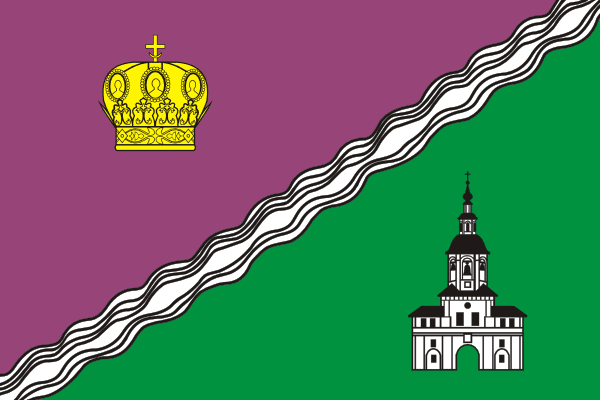
Jižní administrativní okruh (6) Poměr stran: 2:3
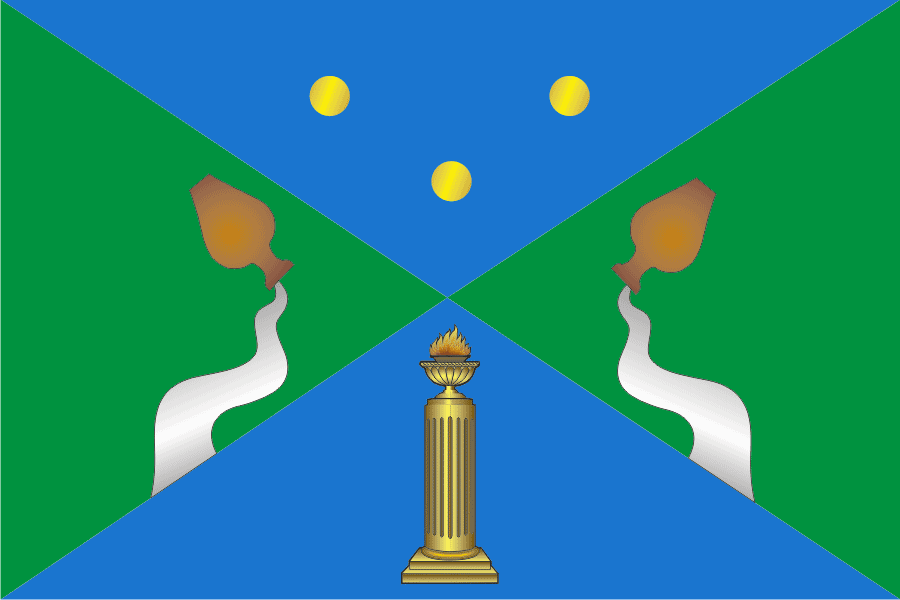
Jihozápadní administrativní okruh (7) Poměr stran: 2:3
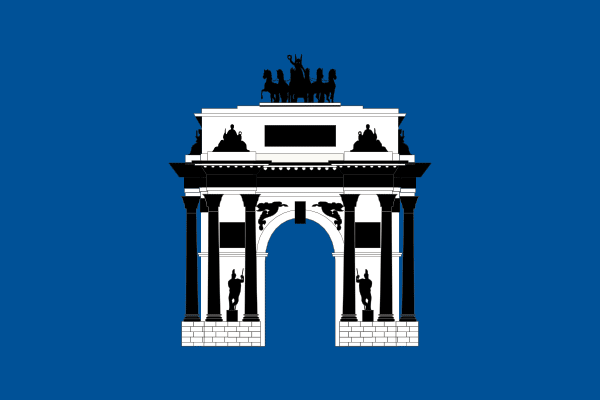
Západní administrativní okruh (8) Poměr stran: 2:3
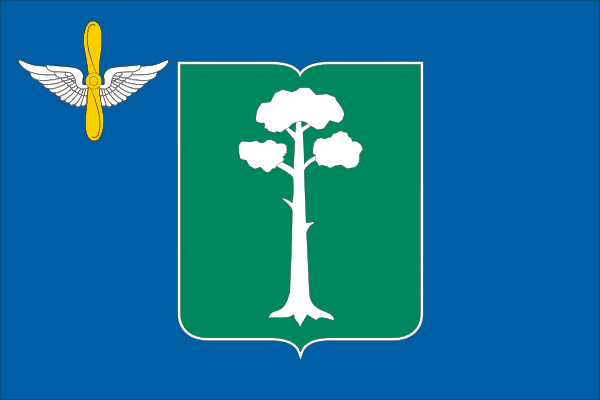
Severozápadní administrativní okruh (9) Poměr stran: 2:3
Zelenogradský administrativní okruh (10) Poměr stran: 2:3